# Alejandro Castillo (criminal)
Alejandro Rosales Castillo (Arizona; 26 de noviembre de 1998) es un fugitivo estadounidense que fue agregado a la lista de los diez fugitivos más buscados del FBI el 24 de octubre de 2017. Es buscado por el asesinato de Truc Quan «Sandy» Ly Le en agosto de 2016 en Charlotte, Carolina del Norte. Castillo fue el 516º fugitivo en ser incluido en la lista de los diez fugitivos más buscados del FBI, agencia que ha ofrecido una recompensa de hasta 100 000 dólares por cualquier información que conduzca a su captura.

## Antecedentes
En 2016, Castillo, de diecisiete años, trabajaba en un restaurante Showmars en Charlotte, Carolina del Norte, y era compañero de trabajo con Truc Quan «Sandy» Ly Le, de veintitrés años. Según los informes, los dos salieron brevemente y en algún momento Le había prestado a Castillo algo de dinero que nunca le devolvió. Otro compañero de trabajo de ellos fue Ahmia Feaster, de diecinueve años, quien era la nueva novia de Castillo después de su separación de Le.

## Desaparición y asesinato
El 9 de agosto de 2016, Castillo le envió un mensaje de texto a Le diciéndole que le gustaría devolverle el dinero que ella le había prestado anteriormente. Le acordó encontrarse con Castillo en un QuikTrip ubicado en Eastway Drive en Charlotte. Castillo fue recogido esa tarde por Feaster, quien lo recogió en su Dodge Caliber rojo y lo llevó a la reunión. Le fue vista por última vez con vida en el QuikTrip, donde acordó encontrarse con Castillo. Se cree que en lugar de devolverle el dinero, Castillo obligó a Le a retirar todo el dinero de su cuenta bancaria, posiblemente con una pistola. Según el tío de Le, sus extractos bancarios muestran que ella retiró mil dólares de un cajero automático. Después de este retiro no quedaba dinero en su cuenta bancaria. Los investigadores creen que Castillo luego llevó a Le a una zona boscosa en el condado de Cabarrus, donde le disparó una vez en la cabeza y la mató. Su cuerpo fue arrojado a un barranco. Castillo y Feaster huyeron en el Toyota Corolla 2003 de cuatro puertas negro de Le.

## Investigación
El Dodge Caliber de Feaster fue encontrado abandonado el 13 de agosto en el bloque 11000 de Dulin Creek Boulevard en Charlotte. Más tarde ese día, Feaster y Castillo habrían llamado a sus familias para informarles que estaban a salvo pero que no sabían dónde estaban. Después de recibir las llamadas telefónicas, ambas familias creyeron que la pareja estaba cautiva y se vieron obligadas a hacer las llamadas telefónicas.